# Contraction (linguistique)
Pour les articles homonymes, voir Contraction.
En linguistique, la contraction est, au sens large du terme, la réduction quantitative d'entités telles que des mots, des groupes de mots, des phrases simples ou des phrases complexes. Ce phénomène peut être synchronique ou diachronique, tenant de la phonétique, de l'étymologie, de la lexicologie ou de la grammaire (morphologie et syntaxe). Parfois il concerne plus d'un de ces domaines à la fois.
Certains auteurs limitent la notion de contraction aux modifications phonétiques impliquant la réduction quantitative des mots, telles l'aphérèse, la syncope, l'apocope, l'élision, la synérèse, la coalescence, etc.. D'autres l'emploient en se référant à des phénomènes syntaxiques aussi : l'ellipse par omission de mots dans des syntagmes, des phrases simples ou des phrases complexes ; l'ellipse par omission d'une proposition dans une phrase complexe ou un dialogue ; la transformation d'une phrase complexe en phrase simple par réduction d'une proposition à un terme à fonction syntaxique.
Les motivations de la contraction sont, en général, le souhait de rendre la parole fluide, la tendance à l'économie, l'évitement de la redondance. Aussi bien dans la parole habituelle, que dans la littérature, la contraction grammaticale peut aussi avoir le but de rendre les énoncés le plus expressives possible.

## Phénomènes phonétiques

### L'aphérèse
L'aphérèse est une modification phonétique qui consiste en la chute d'un segment (son ou groupe de sons) initial de mot. Des exemples d'aphérèses historiques sont :
(la) illum > (fr) le ;
(la) hirundinem > (it) rondine « hirondelle » ;
(la) agnellus > (ro) miel « agneau » ;
vieil anglais knee > (en) moderne [ni:] « genou », avec k conservé par l'orthographe.
En tant que phénomène synchronique, il y a des mots ayant des variantes avec et sans aphérèse dans la variété standard :
(fr) autobus → bus ;
(it) oscuro → scuro « sombre ».
Il y a aussi des mots avec aphérèse non standard, variantes de mots sans aphérèse standard :
(fr) américain → ricain ;
(ro) astâmpăra → stâmpăra « calmer » ;
(en) again → ’gain « de nouveau » ;
(hu) Jó estét! → Stét! « Bonsoir ! ».

### La syncope
La syncope réduit la quantité de certains mots par la chute d'un son ou d'un groupe de sons à leur intérieur. Parfois elle tient de l'évolution des mots. Par exemple, en latin vulgaire, il y a eu, par rapport au latin classique, une syncope qui a été transmise aux langues romanes, celle de [i] : (la) classique calidus > (la) vulgaire caldus > (it) caldo, (ro) cald, (fr) finalement chaud. En hongrois, une syncope semblable a eu lieu dans l'évolution de certains mots empruntés à une langue slave : malina > málna « framboise ». Ce sont des syncopes dans la variété standard de ces langues.
Une syncope également standard, mais synchronique, consiste, dans certaines langues, en l'alternance voyelle/zéro au cours de la déclinaison ou de la conjugaison. Ainsi, en BCMS, on différencie par la syncope de [a], par exemple la forme de génitif singulier de celle de génitif pluriel des noms masculins, qui ont ce [a] au cas nominatif singulier aussi, ex. (sr) borac « combattant » vs borca « du combattant » vs boraca « des combattants ». En hongrois aussi, on rencontre ce type de syncope, ex. bokor « buisson » (nominatif singulier) vs bokrok (nominatif pluriel).
Dans des langues dont l'orthographe est dominée par le principe étymologique, il y a des syncopes dans la langue parlée par rapport à l'écrite. Par exemple, en anglais, dans le mot laboratory « laboratoire », la syncope affecte deux voyelles différentes, à cause de la place différente de l'accent tonique : laboratory [labˈorətrɪ] en anglais britannique, laboratory [ˈlabrətorɪ] en anglais américain.
Il y a aussi des mots avec syncope non standard :
(fr) Monsieur → M'sieur ;
(ro) domnule → domle « M'sieur » ;
(hu) sebességváltó → sebváltó « changement de vitesses ».

### L'apocope
Par une autre modification phonétique, l'apocope, certains mots se réduisent par la chute d'un son ou d'un segment plus grand de leur fin. C'est ainsi qu'a évolué la forme de l'infinitif dans certaines langues romanes : (la) cantare > (es) cantar, (fr) chanter, (ro) cânta. Dans des langues à orthographe étymologique, celle-ci conserve des segments qui ont subi l'apocope au cours de leur histoire : (fr) corps [kɔːr], (en) comb [kəʊm] « peigne ».
L'un des procédés de formation des mots est la dérivation régressive, une apocope du point de vue phonétique, consistant en la suppression d'un suffixe. Exemples :
(fr) attaquer > attaque ;
(ro) a auzi « entendre » > auz « ouïe » ;
(hu) füttyent « il/elle siffle » > fütty « sifflement ».
D'autres mots se sont formés par une apocope due au désir de rendre fluide la parole. Certains ont été intégrés par le standard, comme (fr) métro (< métropolitain), cinéma (< cinématographe), d'autres sont non standard, ex. (ro) găzduiește → găzduie « il/elle héberge », (hu) tulajdonos « propriétaire » → tulaj « proprio ».
Syncope et apocope peuvent se combiner dans l'évolution de certains mots, ex. (la) vidēre > (es) ver « voir ».

### Fusions de sons et de mots

#### L'élision
L'élision consiste en l'omission obligatoire ou facultative de la voyelle non accentuée finale d'un mot au contact d'une autre, initiale du mot suivant, ayant pour résultat la fusion des deux mots en un seul du point de vue phonétique. En français, l'élision est relativement fréquente, étant marquée à l'écrit par une apostrophe. Le plus souvent, elle affecte les clitiques terminés en -e [ə], ex. que dans la personne qu’il a vue.
En roumain aussi, il y a des élisions de clitiques, marquées à l'écrit par un trait d'union, dont certaines sont obligatoires, ex. ''m-am străduit (mă → m-) « je me suis donné de la peine ». Il y en a des facultatives aussi, dans la parole rapide, comme celle de la conjonction că « que » : A zis c-a terminat lucrarea « Il/Elle a dit qu'il/elle avait fini le travail ».
En italien, on élide aussi, occasionnellement, des mots portant l'accent tonique, ex. Santo Antonio → Sant’Antonio « Saint Antoine », Santa Agata → Sant’Agata « Sainte Agathe ».
En hongrois, l'élision est seulement occasionnelle et ne concerne que des mots accentués, ex. Hála istennek! → Hál’istennek! « Dieu merci ! ».

#### La synérèse
La synérèse est une modification phonétique par laquelle deux voyelles de syllabes voisines fusionnent en une diphtongue, formant ainsi un seul mot phonétique si elle a lieu au contact de deux mots. Selon les langues, cette contraction peut être obligatoire ou facultative dans les mêmes cas, ou bien obligatoire dans certains cas et facultative dans d'autres. Exemples :
(fr) lion [ljɔ̃] (à Paris et dans l'ouest de la France) vs [liˈɔ̃] (avec diérèse, dans le nord, l'est et le Midi de la France, ainsi qu'en Belgique), variantes acceptées par le standard ;
(it) Laura [ˈlawra] (en Toscane et en Italie du Nord) vs [ˈla.ura] (avec diérèse, dans le Mezzogiorno) ;
(ro) te-am întrebat « je t'ai demandé = je t'ai posé la question » (obligatoire), pe aici → pe-aici (facultative).

#### La coalescence
Un autre type de contraction phonétique est la coalescence, une assimilation totale qui fait fusionner des sons voisins. Parfois, l'un des deux est conservé, en s'allongeant :
(en) ten mice [ˈtemːaɪs] « dix souris » ;
(hu) község [ˈkøʃːeːg] « commune (administrative) ».
D'autres fois, il se forme un son différent des deux, avec des traits empruntés à chacun :
(en) Don’t you [dəʊntʃʊ] talk to me like that « Ne me parle pas comme ça », ;
(ro) decât să [dekɨt͡sːə] « plutôt que de », ;
(hu) kertje [ˈkɛrcɛ] « son jardin ».
Un type de modification semblable au précédent est la réduction des diphtongues et des triphtongues à une seule voyelle, surtout en diachronie :
(la) aurum > (fr) or, (it) oro ;
(la) aqua > ancien français eaue [e̯au̯ə] > (fr) moderne eau [o] ;
(got) maiza > vieil anglais māra > (en) moderne more « plus ».
L'une de deux voyelles voisines peut tomber après leur synérèse, ex. (ro) standard căuta [kə.uˈta] « chercher » > [kəwˈta] > régional căta [kəˈta].

#### Autres cas de fusion
Un autre type de contraction phonétique est la fusion de deux mots par des modifications phonétiques autres que celles présentés plus haut. En français, de telles fusions ont eu lieu au cours de l'histoire de la langue et ont pour résultat les contractions préposition + article, en général obligatoires : à + le → au, de + le → du, etc..
En anglais, il y a des mots fusionnés facultativement pour rendre fluide la parole comme I have → I’ve « j'ai », I have not → I haven’t « je n'ai pas », etc..

## Phénomènes grammaticaux

### Contractions morphologiques
Des fusions de mots ont également eu lieu dans l'évolution de certaines formes grammaticales comme celle du futur simple et du conditionnel présent en français, avec le verbe auxiliaire habere « avoir » : (la) cantare habeo « j'ai à chanter » > *cantaráio > chanterai, cantare habebam « j'avais à chanter » > *cantaravéa > *cantaréa > ancien français chantereie > chanteroie > (fr) moderne chanterais,.
Un autre type de contraction morphologique est l'ellipse d'une partie d'une forme verbale composée pour éviter sa répétition. D'une part, on peut omettre le verbe auxiliaire : (ro) Au cântat și [au] dansat toată noaptea « Ils ont chanté et [ont] dansé toute la nuit ». D'autre part, il arrive qu'on omette le verbe à sens lexical. En anglais, c'est courant : The janitor must remove the trash whenever it is apparent that it should be [removed] « Le concierge doit enlever les ordures toutes les fois qu'il est évident qu'elles devraient l'être ». Dans le registre de langue familier du roumain, une telle ellipse est possible en dialogue : – Ai înțeles? – Am « – T'as compris ? – J'ai ».

### Contractions syntaxiques

#### L'ellipse
L'ellipse est un phénomène de contraction syntaxique aussi. Parfois, par omission d'un mot ou de mots d'un syntagme ou d'un mot composé, il résulte un mot qui reprend le sens de tout le syntagme et parvient à être utilisé sans le reste de celui-ci. Exemples:
(fr) un bureau de tabac > un tabac ;
(ro) pătlăgea vânătă litt. « aubergine bleue » > vânătă « aubergine » (litt. « bleue ») ;
(ru) имя прилагательное imja prilagatel'noe litt. « nom à ajouter » > прилагательное « adjectif » ;
(hu) mobiltelefon « téléphone portable » > mobil « portable ».
Une phrase simple ou complexe peut être réduite par omission de l'une ou de l'autre des termes à fonction syntaxique, respectivement de certains mots-outils.
Dans les langues où le sujet peut être clairement exprimé, du moins à certaines formes modales et temporelles, par la seule désinence du verbe, le pronom personnel sujet est omis non seulement à l'impératif mais en général lorsque la personne n'est pas mise en relief, ex. : (it) [Io] lavoro « Je travaille ». Dans des langues où il faut d'ordinaire exprimer le sujet par un mot à part, comme le français, le pronom personnel sujet est parfois omis pour éliminer la redondance, quand, dans une phrase complexes, plusieurs propositions ayant le même sujet sont juxtaposées : II court, [il] saute, [il] trépigne, [il] hurle.
Le sujet peut être absent quand l'ellipse est permise par la situation de communication. Lorsque, par exemple, les participants à la communication sont dans une gare et qu'ils attendent un train, un locuteur peut dire au destinataire de son énoncé (ru) Вот идёт Vot idjot « Voilà, il arrive » au lieu de Вот идёт поезд Vot idjot poezd « Voilà le train qui arrive.
Le prédicat verbal ou nominal peut également être omis pour éviter sa répétition :
(fr) La plus âgée avait peut-être huit ans, la plus jeune six ans (Guy de Maupassant) ;
(en) Caroline plays the flute and Louise [plays] the piano « Caroline joue de la flûte et Louise [joue] du piano ».
En hongrois, on peut omettre tout le prédicat nominal à sa première occurrence : A könyv nagyon [unalmas volt], a levél viszont csak kissé unalmas volt litt. « Le livre très, mais la lettre a été seulement un peu ennuyeuse ».
On peut parfois omettre une partie seulement du prédicat nominal, en français, la copule : Tu seras dame, et moi [je serai] comte (Victor Hugo). En roumain, on peut omettre l'attribut aussi, au lieu de le remplacer par un pronom : El este trist, iar ea o să fie [tristă] « Lui, il est triste et elle, elle le sera ».
On peut aussi omettre :
- un complément, sauf sa préposition : (fr) Je partirai avec [votre permission] ou sans votre permission[54] ;
- le nom déterminé par une épithète : (ru) 1я Конная [армия] 1ja Konnaja [armija] « la 1re armée de cavalerie »[58] ;
- en roumain, la conjonction că « que » répétée : I-am spus că plec, dar [că] mă întorc repede « Je lui ai dit que je m'en allais mais que je reviendrais vite »[59] ;
- dans certaines langues, la conjonction équivalente à « que », même si elle ne se répète pas : (en) I think (that) you are ill « Je pense que tu es malade »[60] ;
- en français, la préposition de certains compléments : [à] la veille du débarquement[61] ;
- une partie d'une locution prépositionnelle ou toute la locution : (ro) în afară de mine și [de] tine « à part moi et [à part] toi »[62] ;
- en hongrois, une postposition, à sa première occurrence : Anna a könyv [alatt], Péter pedig a levél alatt talált egy kulcsot litt. « Anna le livre, et Péter sous la lettre a trouvé une clé »[56].

On peut également omettre toute ou presque toute une proposition d'une phrase complexe ou presque toute la phrase simple d'un dialogue :
(fr) [Je suis] enchanté(e) [de faire votre connaissance] ;
(en) This problem was to have been looked into, but obviously nobody did [look into this problem] « Cette question aurait dû être considérée mais apparemment personne ne l'a fait » (litt. « ... personne n'a [considéré cette question] ») ;
(ro) [Ce bine ar fi] de-aș ajunge mai degrabă la târg, zise Prepeleac « [Comme ce serait bien] si j'arrivais plus tôt à la foire, dit Prepeleac » (Ion Creangă) ;
(ru) – Вы очень изменились. – Разве [мы очень изменились]? – Vy očen' izmenilis'. – Razve [my očen' izmenilis']? « – Vous avez beaucoup changé. – Vraiment? » (litt. « Est-ce que [nous avons beaucoup changé] ? »).
Un type à part d'ellipse d'une proposition est la suspension. Elle a une valeur stylistique, expressive, par exemple pour exprimer une menace relativement atténuées : (fr) Si tu continues à m'agacer... !.

#### Autres procédés de contraction syntaxique
Un autre procédé de contraction syntaxique est la réduction de deux propositions de phrase complexe à une seule. Il se produit ainsi des synonymes syntaxiques. L'une des manières de le faire est de remplacer le prédicat de l'une des propositions par une forme nominale du même verbe :
- le participe présent ou le gérondif :

(fr) Elle aime travailler pendant qu'elle écoute de la musique → Elle aime travailler en écoutant de la musique ;
(ro) Pentru că nu l-am întâlnit, nu i-am dat scrisoarea « Parce que je ne l'ai pas rencotré, je ne lui ai pas donné la lettre » → Neîntâlnindu-l, nu i-am dat scrisoarea « Ne le rencontrant pas, ... » ;
(ru) Он смотрел на меня и улыбался On smotrel na menja i ulybalsja « Il me regardait et me souriait » → Он смотрел на меня улыбаясь On smotrel na menja ulybajas' « Il me regardait en souriant » ;
- le participe passé :

(ro) Mi-a plăcut cartea pe care am citit-o în tren « J'ai aimé le livre que j'ai lu dans le train » → Mi-a plăcut cartea citită în tren « J'ai aimé le livre lu dans le train » ;
- l'infinitif :

(fr) J'espère que je partirai demain → J'espère partir demain ;
(ru) Мне страшно, когда я смотрю на него Mne strašno, kogda ja smotrju na nevo « J'ai peur quand je le regarde » → Мне страшно смотреть на него Mne strašno smotret' na nevo J'ai peur de le regarder ».
On peut aussi remplacer le prédicat par un nom ou un adjectif dérivé du verbe en cause :
- un nom d'agent :(ro) Cine câștigă întrecerea va căpăta un premiu « Celui qui gagnera le concours recevra un pris » → Câștigătorul întrecerii va căpăta un premiu « Le gagnant du concours recevra un prix »[65] ;
- un nom d'action : S-a aflat că ai venit « On a appris que tu étais venu(e) » → S-a aflat de venirea ta « On a appris ta venue »[68] ;
- un adjectif : Ea este ambițioasă și dorește să reușească « Elle est ambitieuse et elle désire réussir » → Ea este ambițioasă și doritoare să reușească « Elle est ambitieuse et désireuse de réussir »[68].

Un autre moyen de contraction de phrase complexe est de réduire l'une des propositions à un nom ou un adjectif qu'elle contient, qui devient un attribut dans la phrase simple résultante :
(fr) J'ai connu votre sœur quand elle était petite fille → J'ai connu votre sœur petite fille ;
(ro) Am văzut că ești supărat « J'ai vu que tu étais fâché » → Te-am văzut supărat « Je t'ai vu fâché » ;
(ru) Он вернулся и был офицером On vernulsja i byl oficerom litt. « Il est revenu et il était officier » → Он вернулся офицером On vernulsja oficerom « Il est revenu officier ».